# Ayumi hamasaki ARENA TOUR 2005 A 〜MY STORY〜
『ayumi hamasaki ARENA TOUR 2005 A 〜MY STORY〜』（アユミ・ハマサキ・アリーナ・ツアー・2005・エー マイ・ストーリー）は、2005年に浜崎あゆみが行ったアリーナツアー、および同年8月24日にソフト化し発売されたDVDである。なお、タイトルにある「A」はロゴ表記。

## 解説
本作からツアーサブタイトルが付くようになった。
特典映像で、「全公演MC集」が収録された。

## 曲目

### DISC 01
1. WONDERLAND
2. Kaleidoscope
3. HAPPY ENDING
4. INSPIRE
5. SURREAL
6. UNITE!
7. GAME
8. my name's WOMEN
9. About You
10. Moments
11. walking proud
12. CAROLS
13. Catcher In The Light
14. HONEY
15. evolution
16. Boys & Girls

### DISC 02
- アンコール

1. STEP you
2. -MC-
3. Humming 7/4
4. flower garden
5. Replace
6. 特典SPECIAL（SCREEN映像）

### DISC 03
1. 頑張れ!Humming7/4〈MC〉
2. オフショット映像集（全19タイトル）
3. 全公演MC集（全25公演）

## 参加ミュージシャン
- 浜崎あゆみ：Vocal

バンドメンバー
- エンリケ：Bass
- 野村義男：Guitar
- 友成好宏：Keyboards
- 宮崎裕介：Keyboards
- 江口信夫：Drums
- 濱田“ペコ”美和子：Chorus
- 山崎“プリンセス”陽子：Chorus
- 辻元宏：Manipulator